# Перестрахование
Перестрахование (англ. reinsurance) — система экономических страховых отношений между страховыми организациями (страховщиками) по поводу заключенных со страхователями договоров страхования. В соответствии с договором перестрахования страховщик, принимая на страхование риски, определённую часть ответственности и премии по ним оставляет на собственном удержании, а оставшуюся часть передаёт на согласованных условиях другим страховщикам (перестраховщикам) с целью создания по возможности сбалансированного страхового портфеля, обеспечения финансовой устойчивости и рентабельности страховых операций. Перестрахование позволяет страховой компании принимать риски клиентов, которые были бы слишком велики для одного страховщика.
Перестрахование называют также «вторичным» страхованием или страхованием страховщиков. Перестрахование происходит не только на уровне национальной экономики, оно очень давно стало международным видом страховой деятельности. В этой связи углубление специализации в страховом деле привело к формированию особой группы страховых компаний — перестраховщиков (англ. reinsurer), специализирующихся на операциях перестрахования.

## История
Перестрахование как особый вид деятельности в страховании появилось в XIX веке. Первое договорное перестрахование возникло в Германии в 1820 году. К середине XIX века возникли первые специализировавшиеся на этом виде деятельности перестраховочные компании: Кёльнское перестраховочное общество (1846), Швейцарское перестраховочное общество (1863), Мюнхенское перестраховочное общество (1880), а в 1895 году — Русское общество перестрахования. За период, прошедший со времён создания первых перестраховочных обществ, человечество пережило две мировых войны, сотни катаклизмов, тысячи крупных катастроф. Перестрахование как способ обеспечения финансовой устойчивости страховых компаний подтвердило необходимость и возможность развития такого вида деятельности в страховом деле. Например, по результатам землетрясения в Калифорнии в 1994 году страховые компании выплатили около 7 миллиардов долларов, что было бы невозможно без развитой системы международного перестрахования. Практически все крупнейшие страховые и перестраховочные компании мира участвовали в возмещении ущерба, вызванного этим стихийным бедствием.

## Термины и категории
Перестрахование является настолько специфической областью отношений по поводу страхования, что выработало свою терминологию. Наиболее распространенными терминами, применяемыми в перестраховании, являются следующие:
Перестрахователь — страховщик, принявший на страхование риски и передавший часть этих рисков вместе с частью страховой премии по этим рискам другому страховщику. Взамен он получил обязательство возмещения части расходов, вызванных наступившими по этим рискам страховым случаям. Перестрахователя называют также передающей компанией или цедентом.
Перестраховщиком называют страховщика, принявшего в перестрахование риски. Перестраховщика называют также цессионарием или цессионером, а процесс передачи рисков в перестрахование — цессией (англ. cession).
Приняв в перестрахование риск, перестраховщик может частично передать его другому страховщику (перестраховщику), который, в свою очередь, может передать его следующему страховщику (перестраховщику). Эта операция третичного и последующих размещений рисков получила название ретроцессия (англ. retrocession), а перестраховщик, принявший риски в порядке последующих за цессией размещения рисков получил название ретроцессионария или ретроцессионера. Перестраховщик, передающий риски в ретроцессию, называется ретроцедентом.

## Формы и методы
Существует большое количество разнообразных форм и методов перестрахования.
По обязательности передачи риска от перестрахователя перестраховщику различают факультативное и облигаторное перестрахование (другие названия — договорное или автоматическое перестрахование).
При факультативном перестраховании перестрахователь отдаёт перестраховщику только те риски и только в той доле, которые считает для себя необходимыми, факультативный перестраховочный договор заключается в отношении данного единичного договора страхования. При факультативном перестраховании цедент каждый раз решает, передавать какую-то часть риска в перестрахование или оставлять его целиком на собственном удержании, а перестраховщик — принимать ли на себя эту долю риска и по какой цене. Как правило, при факультативном перестраховании риск предлагается перестрахователем (или выступающим от его лица перестраховочным брокером) определённому кругу перестраховщиков для подбора оптимальных условий перестрахования (главным образом — по стоимости). Этот процесс называется котировкой.
При облигаторном перестраховании по условиям договора перестрахованию подлежит весь портфель договоров страхования (все и каждый), отвечающих определённым критериям (вид страхования, территория и т. п.). Цедент обязан передавать в перестрахование обязательно все риски, селекция рисков, формально подходящих под зафиксированные в договоре критерии, считается очень серьёзным нарушением. Как правило, облигаторные перестраховочные договоры заключаются на календарный год.
По способу определения передаваемой доли страховой суммы и страховой премии, а также доли участия перестраховщика в убытке перестрахование делится на пропорциональное (англ. proportional reinsurance) (страховщик и перестраховщик распределяют между собой страховую ответственность, страховую премию и страховое возмещение в определённой пропорции в соответствии с принятыми ими на свою ответственность долями) и непропорциональное (англ. non-proportional reinsurance)
 (как правило, и то, и другое имеет место при облигаторной форме перестрахования).
Пропорциональное перестрахование бывает квотное (англ. quota share reinsurance)

и эксцедентное (англ. surplus reinsurance)
. Непропорциональное перестрахование включает две основные разновидности: перестрахование на базе эксцедента убытка (англ. excess of loss)
 и на базе эксцедента убыточности (англ. stop loss)
.

## Перестраховочный пул
Перестраховочный пул — добровольное объединение страховых и/или перестраховочных компаний, передающих в пул все подлежащие перестрахованию риски сверх суммы собственного удержания по всему портфелю страхования, отдельным видам страхования либо по определённым опасным рискам катастрофического характера, таким как страхование ядерных реакторов, атомных электростанций, страхование рисков терроризма и диверсий, авиационных, сельскохозяйственных, фармацевтических и других рисков.
Мировой рынок перестрахования по данным Международной ассоциации страховых надзоров превысил в 2011 году в 180 млрд $. Перестраховочные премии Северной Америки — 50 млрд $, Европы — 120 млрд $, Азии — 19 млрд $. На перестрахование имущественных видов страхования пришлось 44 %, на перестрахование жизни — 31 %, перестрахование ответственности — 22 %, перестрахование финансовых рисков — 3 %.

## Рынок перестрахования
Список 10 крупнейших перестраховщиков (перестраховочных групп) по итогам 2021 года представлен в таблице.
| Название компании                                            | Страна         | Объём годовой перестраховочной премии, млрд $ (2021) |
| ------------------------------------------------------------ | -------------- | ---------------------------------------------------- |
| Мюнхенское перестраховочное общество (англ. Munich Re)       | Германия       | 46,836                                               |
| Швейцарское перестраховочное общество (англ. Swiss Re)       | Швейцария      | 39,202                                               |
| Ганноверское перестраховочное общество (нем. Hannover Rueck) | Германия       | 31,443                                               |
| Canada Life Re                                               | Канада         | 23,547                                               |
| SCOR                                                         | Франция        | 19,933                                               |
| Беркшир Хатауэй (англ. Berkshire Hathaway )                  | США            | 19,906                                               |
| Lloyd's of London                                            | Великобритания | 19,343                                               |
| China Re                                                     | Китай          | 17,808                                               |
| Reinsurance Group of America                                 | США            | 13,348                                               |
| Everest Re                                                   | Бермуды        | 9,067                                                |

## Перестраховочный рынок РФ
Российский рынок перестрахования в 2010-х годах вступил в период мягкого, но неуклонного сжатия, число игроков на нём непрерывно уменьшается. Если в январе 2008 года в РФ было 30 специализированных перестраховочных компаний и 195 страховых компаний имели лицензии на перестрахование, то на март 2017 года специализированных перестраховщиков осталось только 4, а страховых компаний с лицензией на перестрахование — только 55. За девять лет число игроков на рынке перестрахования РФ снизилось почти в четыре раза, прекратили свои операции перестраховочные компании «Москва Ре», «Находка Ре», «Профиль Ре», «Кама Ре», «Транссиб Ре», «Юнити Ре», «Волга Ре», «Азиятранс Ре», «Нева Ре» и другие.

### Российская национальная перестраховочная компания
В июле 2016 года решением Совета директоров Центрального Банка России во исполнение Федерального закона № 363-ФЗ «О внесении изменений в Закон Российской Федерации „Об организации страхового дела в Российской Федерации“» от 3 июля 2016 года была учреждена «Российская национальная перестраховочная компания» с уставным капиталом в 71 млрд руб, одной из ключевых задач которой стало перестрахование крупных индустриальных и иных объектов, для которых зарубежное перестрахование стало недоступным после объявления экономических санкций против РФ.
В сентябре 2016 года во исполнение того же ФЗ-363 при РНПК был сформирован Совет по перестрахованию в составе 14 человек. В него вошли руководители крупнейших российских страховых компаний, руководители российских представительств крупных зарубежных перестраховщиков, известные ученые и теоретики страхования.